# Sandra Nurmsalu

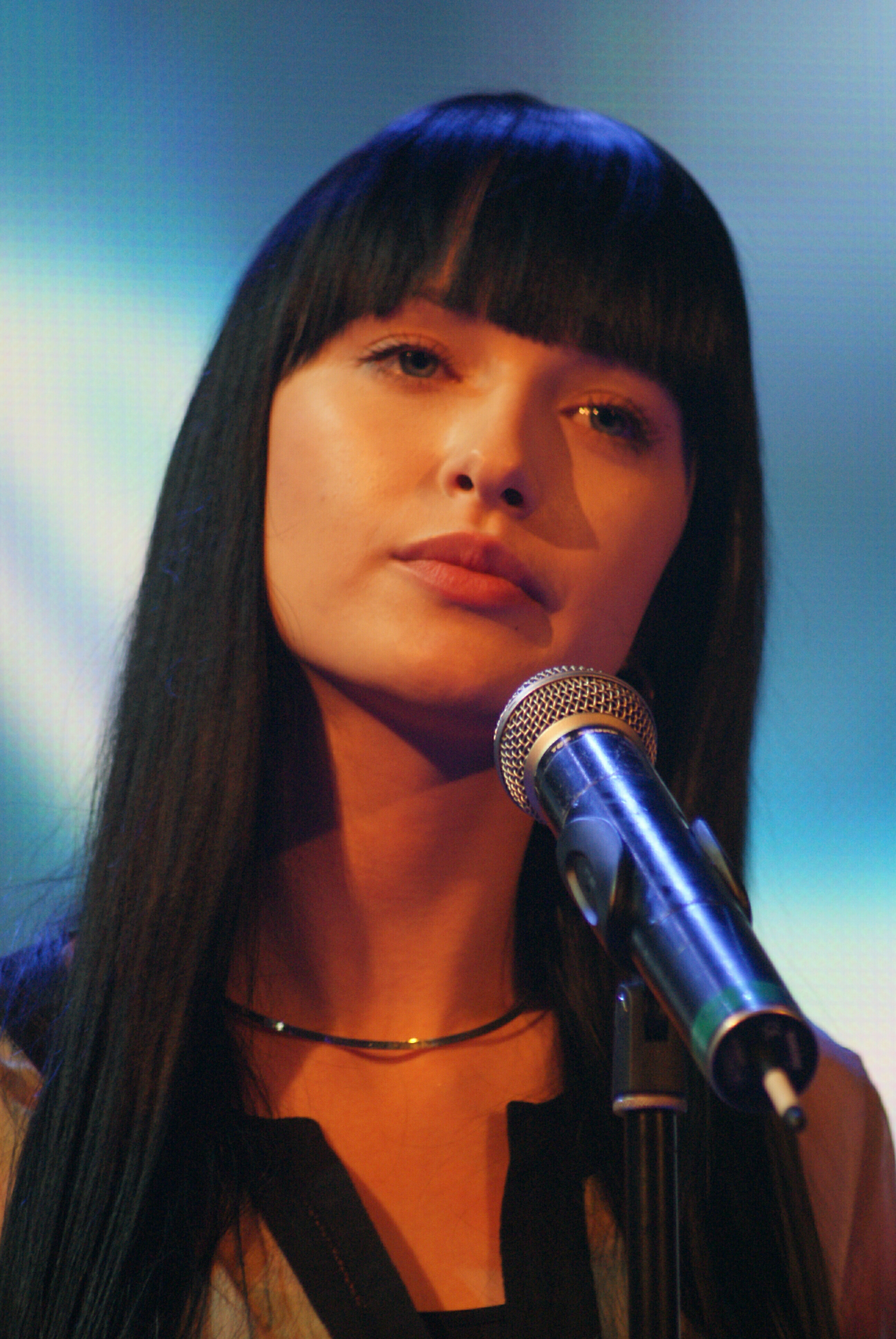
Sandra Nurmsalu (2009)

Sandra Nurmsalu (* 6. Dezember 1988) ist eine estnische Sängerin und Violinistin. Als Sängerin der Band Urban Symphony vertrat sie Estland beim Eurovision Song Contest 2009 in Moskau und belegte im Finale den sechsten Platz.

## Leben und Musik
Sandra Nurmsalu besuchte die Schule in Alavere (Landgemeinde Anija im Kreis Harju). 2007 nahm sie an der Nachwuchsmusiksendung Kaks takti ette des öffentlich-rechtlichen estnischen Fernsehsenders ETV teil. Im Sommer 2008 schloss sie die renommierte Georg-Ots-Musikschule in Tallinn als Pop- und Jazzsängerin ab.
Sandra Nurmsalu lebt mit ihrem sechs Jahre älteren ehemaligen Turnlehrer Tarmo Kase zusammen. Die beiden haben seit Juli 2010 eine gemeinsame Tochter.